# Johnny Stein
John „Johnny“ Stein (* 15. Juni 1891 in New Orleans; † 30. September 1962 in New Orleans) war ein US-amerikanischer Jazz-Schlagzeuger und Bandleader, der mit Stein’s Dixie Jass Band zu den Pionieren des frühen Jazz gehörte.
Johnny Stein gründete 1915 in New Orleans eine Jazzband mit Musikern, die wie er zuvor bei Papa Jack Laine gespielt hatten, dem Kornettisten Nick LaRocca, dem Posaunisten Eddie Edwards, dem Pianisten Harry Ragas und dem Klarinettisten Alcide Nunez. 1916/17 besuchte Stein mit seiner Band Chicago, wo sie in Schiller’s Cafe als Stein’s Dixieland Jass Band auftraten.  Nach drei Monaten löste sich die Band auf und die vier Musiker um Stein bildeten – jedoch ohne Johnny Stein, mit neuem Schlagzeuger Tony Sbarbaro und unter der Leitung von LaRocca – die Original Dixieland Jazz Band. Stein selbst zog mit einer anderen Formation nach New York und wirkte dort 1918 und 1919 bei Aufnahmesessions der Original New Orleans Jazz Band mit.